# باولينو أوزكودون
باولينو أوزكودون (بالإسبانية: Paulino Uzcudun)‏ مواليد 03 مايو 1899 في ريخيل، غيبوثكوا، منطقة إقليم الباسك - الوفاة 05 يوليو 1985، كان ملاكم إسباني سابق صنّف ضمن فئة الوزن الثقيل.

## إحصائيات
خاض خلال مسيرته 70 نزالا، فاز في 50 وتعادل في 3 وخسر في 17. فاز بالضربة القاضية في 34 نزالا.

## روابط خارجية
- باولينو أوزكودون على موقع بوكس ريك (الإنجليزية) (registration required)